# يونغ شير
يونغ شاير (بالإنجليزية: Young Shire)‏ منطقة حكومية محلية في منطقة جنوب غرب المنحدرات في نيو ساوث ويلز. تقع المنطقة بجوار الطريق السريع الأولمبي.
أنشئت يونغ شير في 1 يوليو 1980 من اندماج بلدية يونغ مع منطقة بورانغيونغ شير المحيطة.
شملت المنطقة بلدة يونغ والمدن الصغيرة مايمورو وميلفال وثيودانجرا وبيربار ومونتيغال وويريما وبيندك موريل وكوراواثا ومورينغو .
في عام 2016 تم دمجها في Hilltops Council ‏. كان آخر عمدة لمجلس يونغ شاير هو كر. بريان إنجرام (سياسي مستقل).

## المجلس

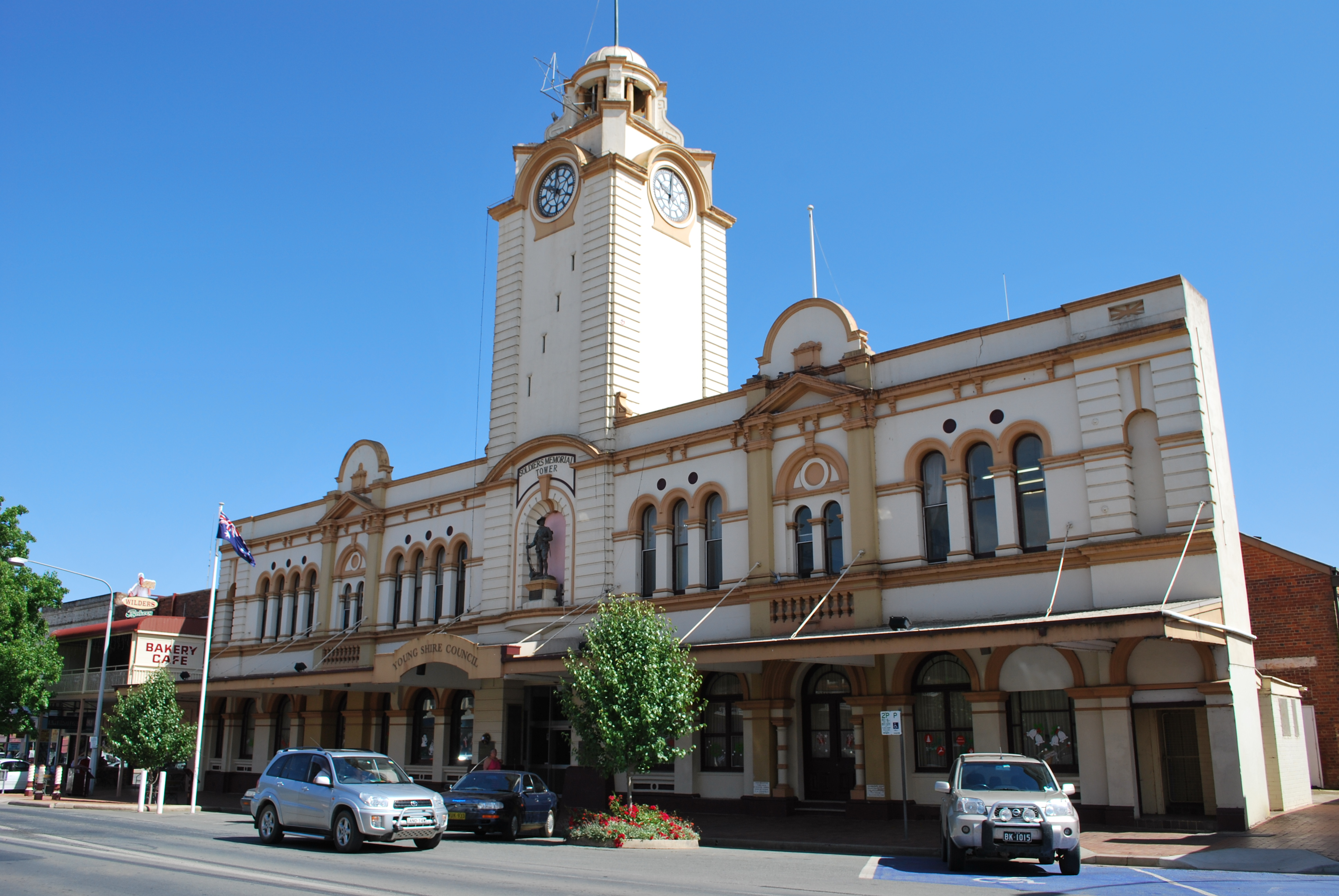
يونغ شاير هول، يونغ.

### طريقة التكوين والانتخاب
في وقت الحل كان مجلس يونغ شاير يتألف من تسعة أعضاء منتخبين بالتناسب كجناح واحد كامل. تم انتخاب جميع أعضاء المجلس لفترة محددة من أربع سنوات. تم انتخاب العمدة من قبل أعضاء المجلس في الاجتماع الأول للمجلس. جرت الانتخابات الأخيرة في 8 سبتمبر 2012 وكان تشكيل المجلس على النحو التالي:
| حزب                    | حزب                      | أعضاء المجلس |
| ---------------------- | ------------------------ | ------------ |
| حزب إندبندنت الأسترالي | المستقلون وغير المنحازين | 8            |
|                        | المجموع                  | 8            |

وكان المجلس النهائي الذي تم انتخابه في عام 2012 بترتيب الانتخابات كما يلي:
| عضو مجلس               | عضو مجلس         | حزب       | ملحوظات     |
| ---------------------- | ---------------- | --------- | ----------- |
| حزب إندبندنت الأسترالي | بن كوبر          | لا يعتمد  | نائب العمدة |
|                        | جون مكجريجور     | غير محاذي | فقيد        |
| حزب إندبندنت الأسترالي | جون والكر        | غير محاذي |             |
| حزب إندبندنت الأسترالي | بريان مولاني     | لا يعتمد  |             |
| حزب إندبندنت الأسترالي | توني والاس       | غير محاذي |             |
| حزب إندبندنت الأسترالي | بريان انجرام     | لا يعتمد  | العمدة      |
| حزب إندبندنت الأسترالي | ساندي فرودنشتاين | غير محاذي |             |
| حزب إندبندنت الأسترالي | ألان ميلر        | لا يعتمد  |             |

## الدمج
أوصت مراجعة عام 2015 لحدود الحكومة المحلية بدمج مجلس بوروة مع المجالس المجاورة. نظرت حكومة نيو ساوث ويلز في مقترحين. اقترح الأول اندماجًا بين شيري يونغ وهاردن وبورووا لتشكيل مجلس جديد بمساحة 7,139 كيلومتر مربع (2,756 ميل2) وتدعم ما يقرب من 19,000. بعد تقديم عرض بديل من قبل هاردن شير في 28 فبراير 2016 لدمج كوتاموندرا و غونداجي و هاردن شير اقترح وزير الحكم المحلي في نيو ساوث ويلز اندماجًا بين بوراو و هونغ شير.
تم إلغاء مجلس هونغ شير في 12 مايو 2016 مع مجلس بوراوا و هاردن شير، وضمنت المنطقة في منطقة حكومة محلية جديدة لمجلس Hilltops Council ‏.

## وصلات خارجية
- مجلس يونغ شاير
- معلومات الزائر الشاب (رسمي)
- موقع أعمال مجلس الشباب شاير